# Црнац (Сисак)
Црнац је новоформирано насељено место у саставу града Сиска, Хрватска.